# Сосновый Бор (Харьковская область)
Сосновый Бор (укр. Сосновий Бір) — село в Чугуевском районе Харьковской области Украины. Относится к Волчанской городской общине.
Код КОАТУУ — 6321686404. Население по переписи 2001 года составляет 154 человека: 69 мужчин и 85 женщин.

## Географическое положение
Село Сосновый Бор находится на левом берегу реки Польная за 4 км до её впадения в Печенежское водохранилище, выше по течению расположены сёла Польная и Украинское, на противоположном берегу — село Лосевка. От водохранилища село отделяет большой сосновый лес. Рядом проходит автомобильная дорога Т-2104.

## История
Село основано в 1775 году под наименованием Гнилушка. В 1956 году село Гнилушка переименовано в Сосновый Бор.

## Экономика
В селе есть молочно-товарная ферма.

## Достопримечательности
- Братская могила советских воинов